# Kej
Pour les articles homonymes, voir KEJ.
Kej, né le 23 juillet 1959 à Sailly-lez-Lannoy près de Lille, est un peintre et un performeur français. Depuis 1996, il vit et travaille à Paris. Sa peinture est proche de la figuration libre.

## Parcours
Son travail de peintre est classé dans la mouvance de l'Art outsider. Kej figure dans la Bible de l’Art singulier (collection Artension, édition 2010), dans le Who’s Who International Art (édition 2012 préfacée par Francis Parent, critique d’art) et dans Nude Art Today paru en décembre 2012. Il est membre du Who’s Who International Art Club. Son travail est référencé et côté dans le Akoun, ainsi que par Cambridge Expertise (source : Cambridge expertise, M. Bernard Boescher, expert en art). Entre 2004 et 2008, il travaille à représenter des corps mutilés.
Son travail de performeur l'a conduit à créer les collectifs Singularte et Kaokosmos avec l'artiste pluridisciplinaire Philippe Guénin.

## Expositions etperformances
Pour les expositions et les performances : voir le deuxième et le premier site de l'artiste.

### Performances(extrait)
- Centre international de poésie Marseille[5]
- Galerie J. et J. Donguy, Paris
- « Des corps épinglés là », L'Avant-Rue, Friches théâtre urbain, Paris 17e[6]
- L'Oiseau tonnerre, galerie Le Vent des arts, Paris 17e[7]

## Dessin
- Dessin de couverture d'Anatomies du Néant de Philippe Guénin, éditions Bernard Dumerchez, 2014

## Vidéos
Voir la partie "Vidéo" de Philippe Guénin (Kej est le plus souvent l'acteur principal des vidéos créées avec les collectifs Singularte et Kaokosmos).

### Sur Kej peintre
- La Bible de L’Art Singulier, Inclassable et Insolite, collection Artension, édition Iconofolio, édition 2010
- Who's who international art, édition 2012
- Nude Art Today, édition 2012

Articles d'Ileana Cornea, Bertrand Riguidel, Ombeline Duprat et Alain Marc
Poème « En regard, sur Kej » in Alain Marc, En regard sur Froeliger, Kej, Griggio, Lawrence..., Unicité, coll. « Le Metteur en signe », 2022, 140 p. (ISBN 9782373557527, présentation en ligne).

### SurSingularte
- Alain Marc, article « De "l'Oiseau tonnerre" à Singularte », site Singularte, janvier 2010
- Alain Marc, poèmes « En regard, Sur Singularte » filmés en vidéos-poèmes par Rodolfo Espinoza Rios, mis en ligne en février 2012[9].

## Filmographie (sur Kej peintre)
- « Kej en cage », durée 20 minutes, documentaire, Morya T, cinéaste[10].